# Westend (Espoo)
Pour les articles homonymes, voir Westend.
Westend est un quartier de la ville d'Espoo en Finlande.

## Présentation
Westend compte 3 117 habitants (31.12.2016).

## Galerie

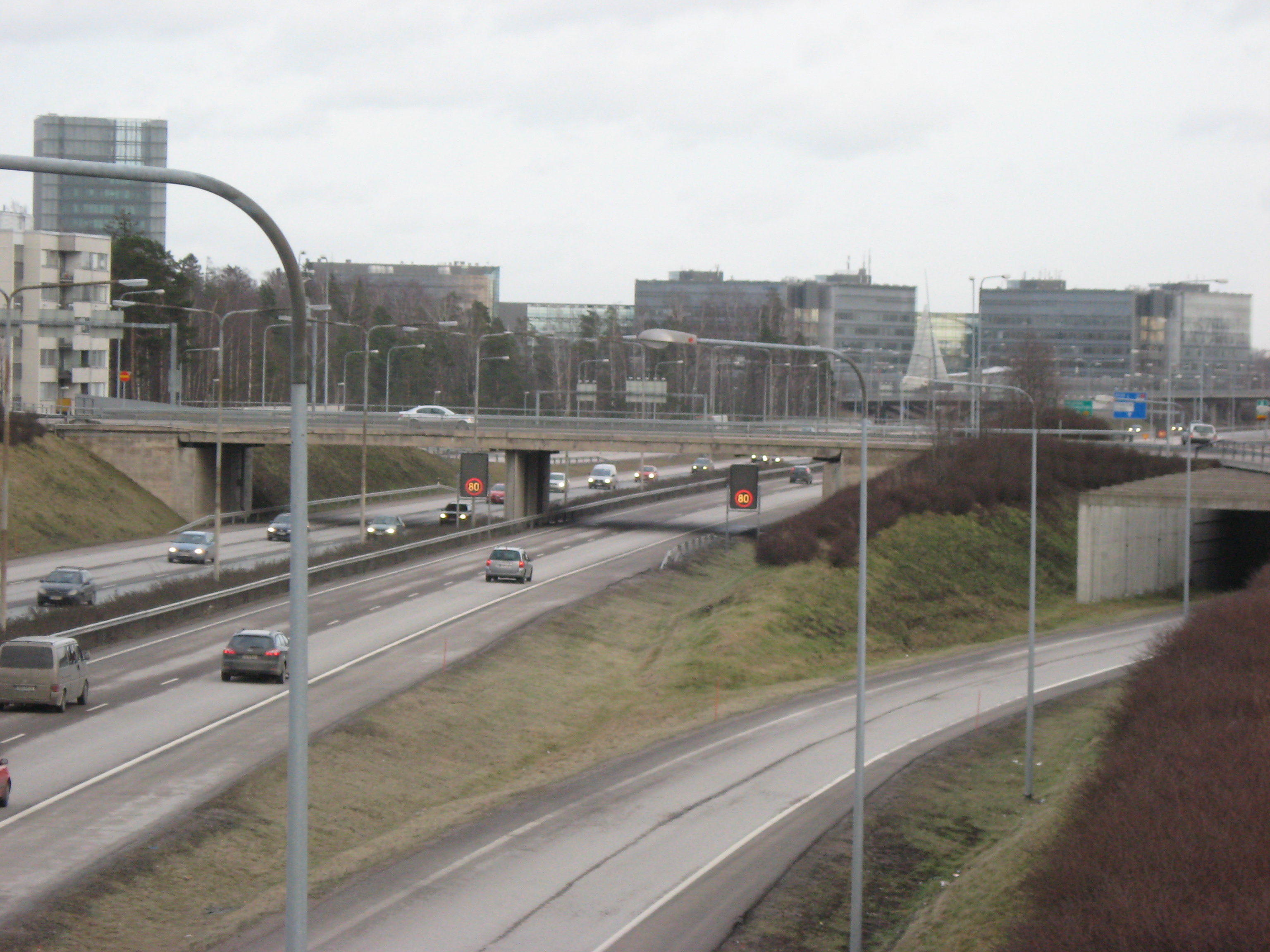
La Länsiväylä à Westend.
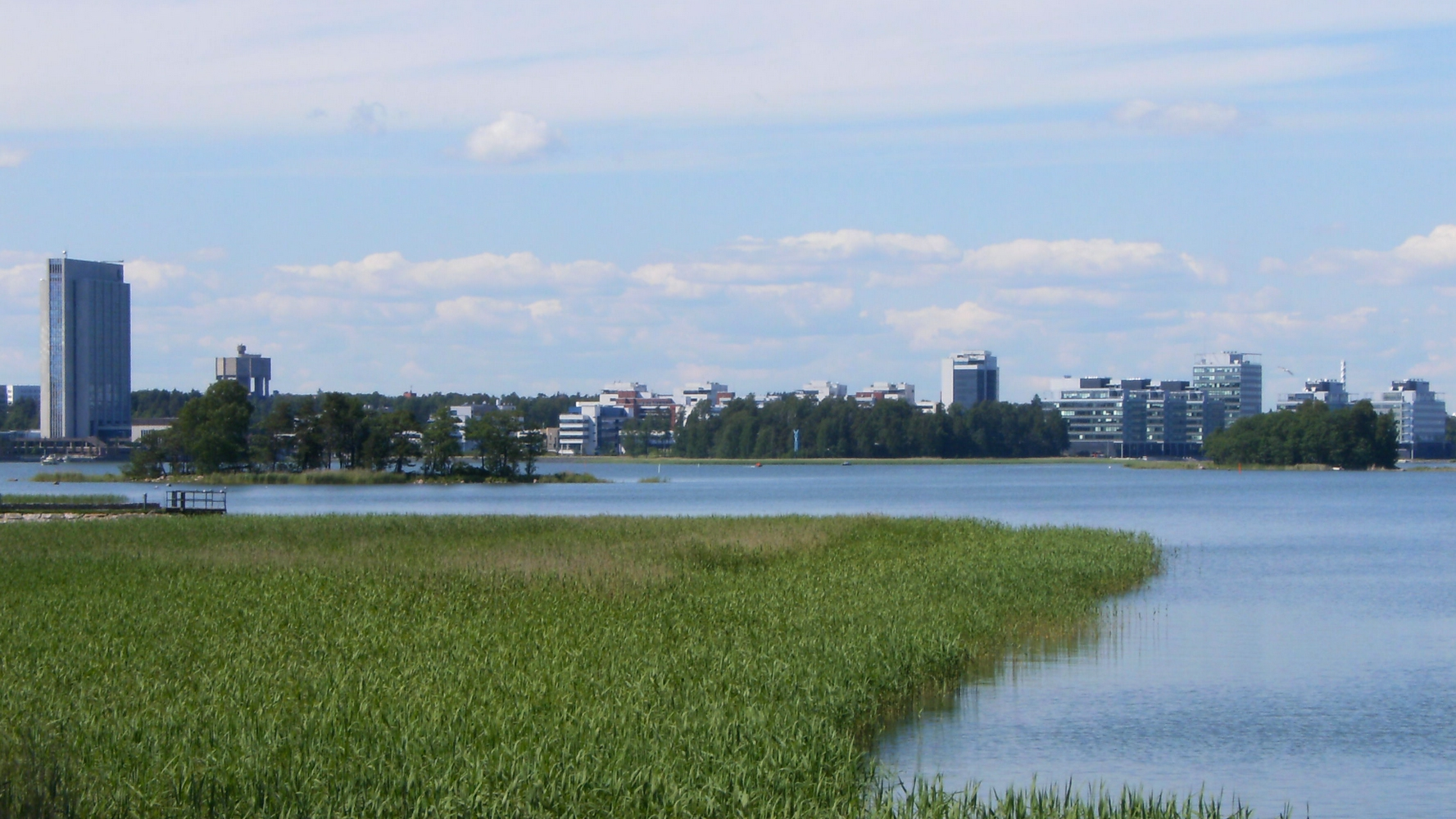